# Zwakgezoomd vedermos
Zwakgezoomd vedermos (Fissidens bambergeri) is een soort uit het geslacht vedermos (Fissidens).

## Verspreiding
In Nederland is het zwakgezoomd vedermos zeer zeldzaam.